# Cal Toro
Cal Toro és una obra d'Almenar (Segrià) inclosa a l'Inventari del Patrimoni Arquitectònic de Catalunya.

## Descripció
La façana de l'antiga construcció es correspon actualment amb dos habitatges. A la façana s'aprecia una planta baixa amb carreus regulars i una porta amb arc de mig punt adovellat actualment cegada. Les dues plantes de sobre són fetes de totxo prim, típic a l'Aragó, amb finestrons de mig punt de línia neoclàssica a les golfes.

## Història
De tota la casa la part més antiga que es conserva és la façana, datable dels segles XVI-XVIII. En canvi l'interior fou tot reformat al segle xix.